# 안세이
안세이(安政, あんせい)는 일본의 연호(元号) 중 하나이다.
- 전후 : 가에이(嘉永) 이후 - 만엔(万延) 이전.
- 시기 : 1854년 ~ 1859년
- 천황 : 고메이 천황
- 쇼군 : 에도 막부의 도쿠가와 이에사다, 이에모치

## 개원(改元)
- 가에이 7년 11월 27일(1855년 1월 15일), 궁궐 화재・지진・구로후네 내항 등 재난을 이유로 개원.
- 안세이 7년 3월 18일(1860년 4월 8일), 만엔으로 개원된다.

조정은 연호 이름으로 「분초(文長)」를 희망했지만, 막부의 개입으로 인해 「안세이」로 교체되었다. 실시 날짜도 전 쇼군 도쿠가와 이에요시의 월법요식(매월 22일) 종료 후로 연기된다.

## 출전
『군서치요』의 「庶民安政、然後君子安位矣」.

## 안세이 시기에 일어난 일
- 원년
  - 페리 제독이 에도 만에 다시 찾아와, 미일 화친 조약(가나가와 조약)을 체결하다.
  - 안세이 이가 지진이 발생하다.
  - 안세이 도카이 지진이 발생하다. 32시간 후 안세이 난카이 지진이 이어 발생하다.
- 2년
  - 10월 2일(11월 11일) : 에도 주변을 안세이 에도 지진이 습격하다.
- 5년
  - 히에쓰 지진으로 호쿠리쿠 지방에서 큰 피해가 나오다.
  - 에도 막부가 미일 수호 통상 조약을 시작으로, 안세이 5개국 조약을 칙허 없이 조인하다.
  - 다이로・이이 나오스케에 의해 안세이 대옥(안세이의 옥, 안세이 숙청)이 개시되다.
- 7년
  - 1월 : 가와타케 모쿠아미의 작품 『산닌키치사쿠로와노하쓰가이』(가부키)가 이치무라자에서 초연되다.
  - 3월 3일 : 사쿠라다몬가이 사건이 터지다.

### 죽음
- 4년
  - 아베 마사히로
- 5년
  - 도쿠가와 이에사다
  - 시마즈 나리아키라
- 6년
  - 요시다 쇼인
- 7년
  - 이이 나오스케

## 서력과의 대조표
| 안세이 | 원년   | 2년    | 3년    | 4년    | 5년    | 6년    | 7년    |
| 서력   | 1854년 | 1855년 | 1856년 | 1857년 | 1858년 | 1859년 | 1860년 |
| 간지   | 갑인   | 을묘   | 병진   | 정사   | 무오   | 기미   | 경신   |

## 같이 보기
- 일본의 연호 일람

| 이전 가에이 | 일본의 연호 1854년 ~ 1860년 | 다음 만엔 |